# Gail Gilmore
Gail Varina Gilmore (* 21. September 1950 in Washington, D.C.) ist eine US-amerikanische Opern-, Jazz- und Gospelsängerin (Mezzosopran). Berühmt wurde Gail Gilmore insbesondere durch ihre Interpretation der Kundry in Richard Wagners Parsifal.

## Leben

### Ausbildung und erste Engagements
Gail Gilmore wuchs zunächst in Washington, später in New Orleans auf. An der Xavier University of Louisiana in New Orleans absolvierte Gail Gilmore das Lehramtsstudium der Musik und erwarb 1972 den Grad eines Bachelors of Music. An der Indiana University in Bloomington setzte sie ihr Musikstudium fort, das sie 1974 mit dem Masters of Music abschloss. Im selben Jahr begann die vierundzwanzigjährige Sängerin ihre Bühnenlaufbahn in Deutschland, wo sie bis heute den Schwerpunkt ihrer Karriere hat. Sie fiel durch ihre große Musikalität, ihr schauspielerisches Talent und ihre ungewöhnliche, dunkle Stimme auf. Am Stadttheater Gießen debütierte sie als Prinzessin Eboli in Verdis Don Carlo. Es folgte ein Engagement an das Stadttheater Krefeld, wo sie vor allem Hosenrollen wie Cherubino in Figaros Hochzeit, Hänsel in Hänsel und Gretel und Octavian in Der Rosenkavalier übernahm. In Krefeld sang sie aber auch Brangäne in Tristan und Isolde. Von 1979 bis 1982 war Gail Gilmore Ensemblemitglied des Hessischen Staatstheaters in Wiesbaden. Unter der Leitung von Generalmusikdirektor Siegfried Köhler feierte die Sängerin große Erfolge als Adriano in Rienzi, als Prinzessin Eboli und als Venus im Tannhäuser. 1982 folgte Gail Gilmore einem Ruf an das Opernhaus Nürnberg. Zur gleichen Zeit verpflichtete Michael Gielen sie für regelmäßige Gastspiele an die Oper Frankfurt, wo die Sängerin 1985 Ensemblemitglied wurde und zu den ersten Kräften des Hauses gehörte.

### Durchbruch als Kundry
In Nürnberg hatte sie in der Spielzeit 1981/1982 zum ersten Mal die Kundry in Wagners Parsifal gesungen. Gail Gilmore gelang in Ruth Berghaus’ Frankfurter Inszenierung des Parsifal, die 1982 Premiere hatte und von Michael Gielen geleitet wurde, der internationale Durchbruch. So sang sie die Kundry an der Seite von Peter Hofmann im Teatro La Fenice in Venedig und an der Metropolitan Opera in New York. Kritiker hoben vor allem ihre Phrasierungskunst und ihre differenzierte Rollenauffassung der Kundry hervor. In den 1980er Jahren schlossen sich weitere Gastspiele an der Metropolitan Opera und an anderen großen internationalen Opernhäusern an. So sang Gail Gilmore an der Met unter der Leitung von James Levine Rollen wie Venus im Tannhäuser, Fricka in Die Walküre und Komponist in Ariadne auf Naxos. In der Arena von Verona sang sie Ulrica in der Verdi-Oper Un ballo in maschera, Amneris in Aida und, an der Seite von José Carreras, die Titelrolle in Carmen. Gail Gilmore verkörperte weit über vierzig Opernrollen, darunter Ortrud im Lohengrin, Lady Macbeth in Macbeth sowie die Titelrollen in Othmar Schoecks Oper Penthesilea und in Carl Orffs Oper Antigonae.

### Rollen im hochdramatischen Fach
Gilmores Gesangslehrer Rudolf Bautz ermutigte Gilmore im Hinblick auf ihren Stimmumfang von dreieinhalb Oktaven auch Rollen des hochdramatischen Faches zu singen, wie zum Beispiel Leonore in Fidelio, die Titelrollen in Elektra und Salome, sowie die weiblichen Titelrollen in Tosca und die Turandot. Gail Gilmore sang aber auch in selten aufgeführten Opern wie der Oper Fosca des brasilianischen Komponisten Antônio Carlos Gomes, die 1873 an der Mailänder Scala uraufgeführt wurde.
Bis heute beeindruckt Gail Gilmore auf der Opernbühne und im Konzertsaal nicht nur durch ihre verinnerlichte und ausdrucksvolle Gesangskunst, sondern auch durch außergewöhnliche Glaubwürdigkeit ihrer Opernrollen und ihre große Bühnenpräsenz. Im Mai 2010 gab sie ihr Rollendebüt als alte Gräfin in Pique Dame am Theater Erfurt.

### Konzerte und Lehrtätigkeit
Gail Gilmore tritt immer wieder als Konzertsängerin in Erscheinung. Zu ihrem Repertoire gehören die Vier letzten Lieder von Richard Strauss, die Dritte Sinfonie von Gustav Mahler, die Altrhapsodie von Johannes Brahms und Richard Wagners Wesendonck-Lieder. Von Beginn ihrer Karriere an gab Gail Gilmore Konzerte mit Klavierbegleitung, in denen sie neben bekannten Opernarien auch Songs amerikanischer Komponisten und eigene Bearbeitungen von Gospels zu Gehör bringt. Im Jahre 2002 rief Gail Gilmore das Oldambster Musikfestival ins Leben, das im holländischen Bellingwolde stattfand. Sechs Jahre lang lud Gail Gilmore jedes Jahr berühmte Künstler aus aller Welt ein. Das musikalische Angebot des außerordentlich erfolgreichen Festivals reichte von der Oper über das Musical bis hin zu Jazz, Gospel und Blues.
Von 2007 bis 2012 unterrichtete Gail Gilmore an der von Christin Bonin geleiteten privaten Gesangschule star me up in München Gesang in den Fächern Oper, Musical, Jazz, Pop und Gospel. Gail Gilmore ist seit dem Sommersemester 2010 an der Hochschule für angewandte Wissenschaften Würzburg-Schweinfurt (Fakultät Angewandte Sozialwissenschaften) als Lehrbeauftragte tätig. Sie dozierte über das Gebiet Kinder- und Jugendhilfe mit dem Projekt „Musikalische Arbeit mit verhaltensauffälligen Jugendlichen“ in Zusammenarbeit mit Professor Gunter Adams (Leiter der Kinder- und Jugendhilfe Würzburg). Außerdem hielt sie Übungen ab, gemeinsam mit Dekan Professor Dr. Rainer Wiestner, auf dem Gebiet Resozialisierung und Gefährdetenhilfe mit den Themen „Musik im Knast“ und „Freiheit und Ketten“, die Geschichte der Sklaverei mit musikalischen Beispielen. Seit 2012 unterrichtet sie am privaten Musikinstitut Kreativ Musikforum in München-Trudering.
2019 wurde Gail Gilmore von der Xavier University of Louisiana mit dem Ehrendoktor („honorary degree“) für Bildende Kunst ausgezeichnet.

## Diskografie
- Gail Gilmore sings famous Opera Arias 1992 (Verdi records)
- Gail Gilmore sings Gershwin 1993 (Sony)
- Gail Gilmore sings Verdi: Composizioni da camera per canto e pianoforte, Strauss: Lieder 1996 (Carey)
- Fosca von Antonio Carlos Gomes (Gesamtaufnahme) 1997 (Sudameris)
- Gail Gilmore sings Gospels and Spirituals 1997 (Carey)
- Gail Gilmore: aria 1999 (Signum)